# Sympiesis closterae
Sympiesis closterae is een vliesvleugelig insect uit de familie Eulophidae. De wetenschappelijke naam is voor het eerst geldig gepubliceerd in 2007 door Yao, Yang & Li.